# Sibèria (continent)
Sibèria, també anomenat plataforma siberiana o crató d'Angara, és un crató situat al cor de l'actual Sibèria. És un continent molt antic, que va ser independent al Cambrià abans de xocar amb la Kazakhstània durant el Carbonífer. Aquest crató correspon a l'actual Altiplà de la Sibèria Central. Continent total al Permià, aquesta plataforma veu la seva crosta arqueana composta de gneiss enrasada a l'escut de l'Anabar, també anomenat escut Angara (de vegades Sibèria, Anabar, continent Angara o Angarida) i un segon fragment del continent d'Angara, l'escut d'Aldan, la resta d'aquesta base desapareixent sota una gruixuda manta paleozoica i una manta mesozoica més recent (principalment sedimentació continental).

## Precambrià
Fa 2.500 milions d'anys (l'anomenat "Siderià"), Sibèria i l'escut canadenc formaven part del continent de l'Àrtic. Fa uns 1.100 milions d'anys (Estenià), Sibèria formava part del supercontinent de Rodínia, situació que va continuar fins al Criogenià fa uns 750 milions d'anys; llavors, Rodinia es va fragmentar i Sibèria es va trobar deslligada a Protolauràsia. Durant l'Ediacarià, fa uns 600 milions d'anys, Protolauràsia es va fusionar amb el supercontinent meridional de Pannòcia, però fa 550 milions d'anys, Pannotia es va separar novament de Protolauràsia per donar lloc als continents de Laurentia, Bàltica i Sibèria.

## En el Paleozoic
Sibèria va ser un continent al llarg del Paleozoic inferior fins que al Carbonífer va xocar amb Kazakhstània. Una nova col·lisió amb Lauràsia durant el Permià va completar la formació del supercontinent Pangea. Va ser llavors quan es van formar el Trapps de Sibèria.
Probablement va ser a finals del Paleozoic quan es forma el cinturó orogènic de l'Àsia Central per acreció successiva, de nord a sud, de blocs continentals i arcs magmàtics contra l'escut d'Angara. Aquesta vasta àrea de tot Àsia, des dels Urals fins al mar del Japó, delimita el sud del crató siberià.

## Mesozoic i Cenozoic
Quan Pangea es va trencar al Juràssic, l'escut siberià va romandre unit a Lauràsia; després Lauràsia, al seu torn, es va fragmentar durant el Cretaci i l'escut siberià es va trobar formant part del nord-est d'Euràsia. Actualment, l'escut siberià forma part d'afroeuràsia. D'aquí a 250 milions d'anys, l'escut siberià podria haver derivat cap a la zona subtropical per formar part de la Pangea Última.